# Antidisestablishmentarianism
Antidisestablishmentarianism ist die englische Bezeichnung für den Widerstand gegen die Aufhebung des staatskirchlichen Status, den die Church of England (Kirche von England) seit der Suprematsakte von 1534 innehat, während der disestablishmentarianism die Auffassung vertritt, dass der staatskirchliche Status der Kirche von England abzuschaffen sei.
Die Antidisestablishmentarianismus-Bewegung im England des 19. Jahrhunderts sprach sich gegen Vorschläge aus, der Church of England den Status der Staatskirche von England (established church) zu nehmen. Die Vertreter der politischen Position des Disestablishmentarianismus – d. h. der Entstaatlichung (der Staatskirche) – sagten, dass eine Staatskirche die Religionsfreiheit verletze. Der Staat solle säkular sein, was bedeutet, dass Religion und Staat getrennt sind. Diese Idee wird als disestablishmentarianism bezeichnet. Der Antidisestablishmentarianismus will also die Staatskirche halten.
Er war in England bisher erfolgreich, nicht jedoch in Irland (siehe Irish Church Act 1869) und Wales (siehe Welsh Church Act 1914), wo die Church of Ireland – ohnehin eine kleine Minderheitskirche – 1871 und die Church in Wales 1920 ihre Position als Staatskirche verloren. Der Begriff wird heutzutage nicht mehr häufig verwendet, obwohl das Thema immer noch aktuell ist.
Im November 2012 beispielsweise führte die Aufregung über die damalige Entscheidung der Generalsynode der Church of England, Frauen nicht zu Bischöfen zu ordinieren (2014 revidiert), dazu, dass das Unterhaus versuchte, diese Maßnahme durch den Staat einzuführen, womit die britische Politik im Sinne der Antidiskriminierung weiterhin in die inneren Angelegenheiten der Church of England eingreifen wollte.
Im Jahr 2014 sagte Nick Clegg, der damalige stellvertretende Premierminister und Führer der Liberaldemokraten, dass die Church of England nicht länger die etablierte Kirche sein sollte. David Cameron, der damalige Premierminister des Vereinigten Königreichs, antwortete auf Cleggs Bemerkungen, dass die Position „eine langjährige liberale Idee sei, aber keine konservative“.
Das Wort Antidisestablishmentiarism ist ein populäres Beispiel für ein langes Wort in der englischen Sprache und wird oft als längstes englisches Wort betrachtet, das tatsächlich im Sprachgebrauch Anwendung findet und kein künstlich geschaffenes Witzwort ist, so wie beispielsweise Donaudampfschiffahrtsgesellschaftskapitän im Deutschen.
Im Jahr 2023 stellte sich heraus, dass der große Webhosting-Provider Akamai den Begriff auf eine Liste verbotener Begriffe gesetzt hatte, was unter anderem dazu führte, dass einige Nutzer der Plattform Steam, die ihn in ihren Nutzernamen aufnahmen (beispielsweise „Antidisestablishmentarianism123“), Zugriff auf eine Vielzahl von Funktionen verloren.